# ヴィレーム・マテジウス
ヴィレーム・マテジウス（Vilém Mathesius、1882年8月3日 - 1945年4月12日）は、チェコの言語学者、文学史家で英語とチェコ語が専門。

## 経歴
1912年にプラハのカレル大学で英語の教授となった。

## 研究内容・業績
フェルディナン・ド・ソシュールの言語学を発展させ、1926年にプラハ学派の結成の発起人となる。カレル大学に記念研究館がある。

## 家族・親族
- 弟：ボフミール・マテジウスも文芸に携わった人物である。

## 主著
- Dějiny literatury anglické I - II
- Čeština a obecný jazykozpyt
- Obsahový rozbor současné angličtiny　千野栄一・山本富啓訳『マテジウスの英語入門 : 対照言語学の方法』（三省堂）1986年
- výbor Jazyk, kultura a slovesnost